# François Beaudouin
Pour les articles homonymes, voir Beaudouin.
 (avril 2024).
François Beaudouin, né le 9 février 1929 à Rome et décédé le 5 mai 2013 à Angers, est considéré comme le père de la discipline nommée archéologie nautique fluviale.
Plusieurs aspects de sa vie en tant que navigateur, ethnologue, artiste peintre et conservateur de musée vont alimenter son œuvre protéiformes.
En 1967, sous l'impulsion de Louise Weiss, il fonde le musée de la batellerie de Conflans-Sainte-Honorine, premier musée généraliste sur ce sujet en France. Il en sera le conservateur jusqu'à son départ à la retraite en 1994. Cela ne l'empêche pas de continuer très activement ses recherches notamment sur le bassin de la Loire..
La démarche scientifique de François Beaudouin, diplôme de l'École pratique des hautes études, ancien marin et disciple de André Leroi-Gourhan, reprend les grands principes de son maître, à savoir une approche basée sur l'archéologie expérimentale : pour reconstituer les techniques ancestrales de construction de bateaux, il propose de reproduire leurs gestes avec des outils de l'époque.
Ainsi il fait construire la première réplique d’un voilier de travail, le bateau de Berk Marianne toute seule pour le musée des Arts et Traditions Populaires (ATP) du bois de Boulogne à Paris en 1972.
Plusieurs de ses publications feront date dans la prise de conscience du patrimoine maritime et fluvial français.
En 1975 il publie Bateaux des côtes de France qui est le premier ouvrage du genre à s’adresser à un lectorat néophyte. Ce livre fondateur jouera un très grand rôle dans la prise de conscience de la richesse du patrimoine maritime et de l’intérêt de sa sauvegarde.
En 1984 sa monographie intitulée La marine de Loire et son chaland est publiée.
En 1985 sort Bateaux des fleuves de France qui rassemble une soixantaine de monographies descriptives de la plupart des bateaux en usage, passés ou présents, sur les différents bassins fluviaux de l’Hexagone.
Avec l’Ecomusée de Montjean Loire Angevine, différentes sources lui permettent d’établir les plans du chaland de Loire La Montjeannaise qui est une réplique scientifique d’un bateau de 1880. Il est mis à l’eau en 1989 à l’occasion des manifestations culturelles liées au Bicentenaire de la Révolution Française.
Toute sa vie il usa de ses talents de dessinateur et de peintre, surtout à sa retraite en 1994 avec son bateau atelier le Cochet. Une exposition de ses peintures se tint au musée de la Marine à Paris en 1997.
De plus en plus, François Beaudouin se penche sur des bateaux plus anciens, et notamment les pirogues monoxyles et le scute médiéval de Savonnières baptisé Dame Périnelle.
Les nombreux bateaux « traditionnels » qui ont été construits ces quarante dernières années dans le bassin de la Loire sont les héritiers de ses travaux de recherche.
Il est l'auteur de nombreux articles et ouvrages scientifiques sur l'univers fluvial et nautique et, en 1991, il reçoit de l'Association des amis du musée de la Marine le prix Neptunia pour l'ensemble de son œuvre.